# Stangel (Sankt Wolfgang)
Stangel (auch Stangel am Sollach) ist ein Ort in der Gemeinde St. Wolfgang im oberbayerischen Landkreis Erding. Er ist kein amtlich benannter Gemeindeteil.

## Lage

Stangel 1

Die Einöde Stangel liegt westlich der Staatsstraße 2086, 3,5 Kilometer nordwestlich von Sankt Wolfgang. Sie liegt in der Luftlinie 2 Kilometer südlich der Bundesautobahn A 94; von der Ausfahrt 24 (Lengdorf) ist sie auf einer 7,5 Kilometer langen Fahrt zu erreichen.
Knapp 3 Kilometer weiter südwestlich gibt es am westlichen Ortsrand von Sankt Wolfgang die Einöde Stangl mit einem ähnlich geschriebenen Namen.

## Geschichte
Um 1820 gab es vier Einwohner  in einem Haus. Die Einöde Stangel (am Sollach) unterstand damals dem Landgericht Wasserburg, während der Weiler am Sollach mit 28 Einwohnern in sieben Häusern dem Landgericht Erding unterstand.

## Breitband-Versorgung
Die Breitband-Versorgung mittels Glasfasertechnologie  erfolgt durch die Gemeinde St. Wolfgang. In deren Erschließungsgebiet liegt das in diesem Zusammenhang als deren Ortsteil benannte Gehöft Stangel.